# Pecom 32
Pecom 32 је школски (образовни) и/или кућни рачунар развијен 1985. године у Електронској индустрији Ниш. 

## Техничке карактеристике
- Микропроцесор:  на 2.8
- : 16 , са опционим 16  проширењем које садржи побољшани едитор и асемблер
- Примарна меморија: 36 KB (32 KB доступно кориснику)
- Секундарна меморија: касетна трака
- Слика: 8 боја, текстуални режим са 24 линије са по 40 карактера и псеудографиком
- Звук (вероватно):
- Конектори: касетофон, видео и телевизијски (антенски, UHF),  и конектор за проширења

## Детаљни подаци
Детаљнији подаци о рачунару PECOM 32 су дати у табели испод.
|                       |                                           |
| [ 1 ]                 |                                           |
| Произвођач            |                                           |
| Тип                   | кућни рачунар                             |
| Меморија              | 36 (32 доступно кориснику)                |
| Поријекло             | СФР Југославија                           |
| Година                | 1985                                      |
| Тастатура             | тастатура са пуним помаком тастера        |
| Процесор              |                                           |
| Фреквенција процесора | 5                                         |
| RAM                   | 36 (32 доступно кориснику)                |
| ROM                   | 16                                        |
| Текст                 | 24 x 40                                   |
| Графика               | 240 x 216                                 |
| Боја                  | 8                                         |
| Звук                  | 8 октава, 16 јачина звука, посебни ефекти |
| Димензије             | непознато                                 |
| Портови               |                                           |
| Оперативни систем     | [[]]                                      |